# Olof Erland
Olof Erland, född 16 februari 1944, död 23 maj 2013, var en åländsk politiker (liberal).
- Ledamot av Ålands lagting 2007-2011
- Vice lantråd och finansminister 2001-2003
- Nordisk samarbetsminister 2002-2003
- Medlem i Nordiska rådet 1995-2001
- Ledamot av Ålands lagting 1991-2003

- Partiledare för Liberalerna på Åland 1992-2003

Olof var gift med Viveka Eriksson som också är med i Liberalerna på Åland.